# Mytilus
Mytilus Linnaeus, 1758 è un genere cosmopolita di molluschi bivalvi della famiglia dei Mitilidi. Molte specie di questo genere sono commestibili.

## Descrizione
Gli appartenenti al genere Mytilus hanno un guscio da grigio a blu-viola, che quando è completamente cresciuto, ha una lunghezza che va dai cinque ai dieci centimetri; la forma è ovale e allungata. Le due metà destra e sinistra del guscio sono tenute insieme da un legamento elastico di bloccaggio.
La conchiglia è composta da tre strati, come è tipico di tutti i molluschi: lo strato superiore, detto periostraco, è di materiale organico corneo, spesso brunastro; lo strato intermedio, detto ostraco, è costituito da calcite ed è violaceo, mentre lo strato più interno, detto ipostraco, è composto da cristalli laminari di aragonite, che formano una madreperla molto lucida e di color iridescente, bianco-perlaceo con sfumature lilla.
Nel guscio sono presenti due branchie con foglie branchiali ben irrorate di sangue. Tra le branchie c'è un piede muscoloso con la ghiandola del bisso. Con l'aiuto di una proteina prodotta direttamente dall'animale e con del ferro filtrato dal mare, questa ghiandola produce i fili di bisso con cui fissarsi allo scoglio o comunque al substrato. Con l'aiuto dei muscoli adduttori, le due valve possono chiudersi in caso di pericolo o perché il livello dell'acqua si è abbassato troppo.

## Specie
- Mytilus californianus Conrad, 1837 - mitilo californiano
- Mytilus coruscus Gould, 1861 = M. unguiculatus Valenciennes, 1858
- Mytilus edulis Linnaeus, 1758 - mitilo edule[1]

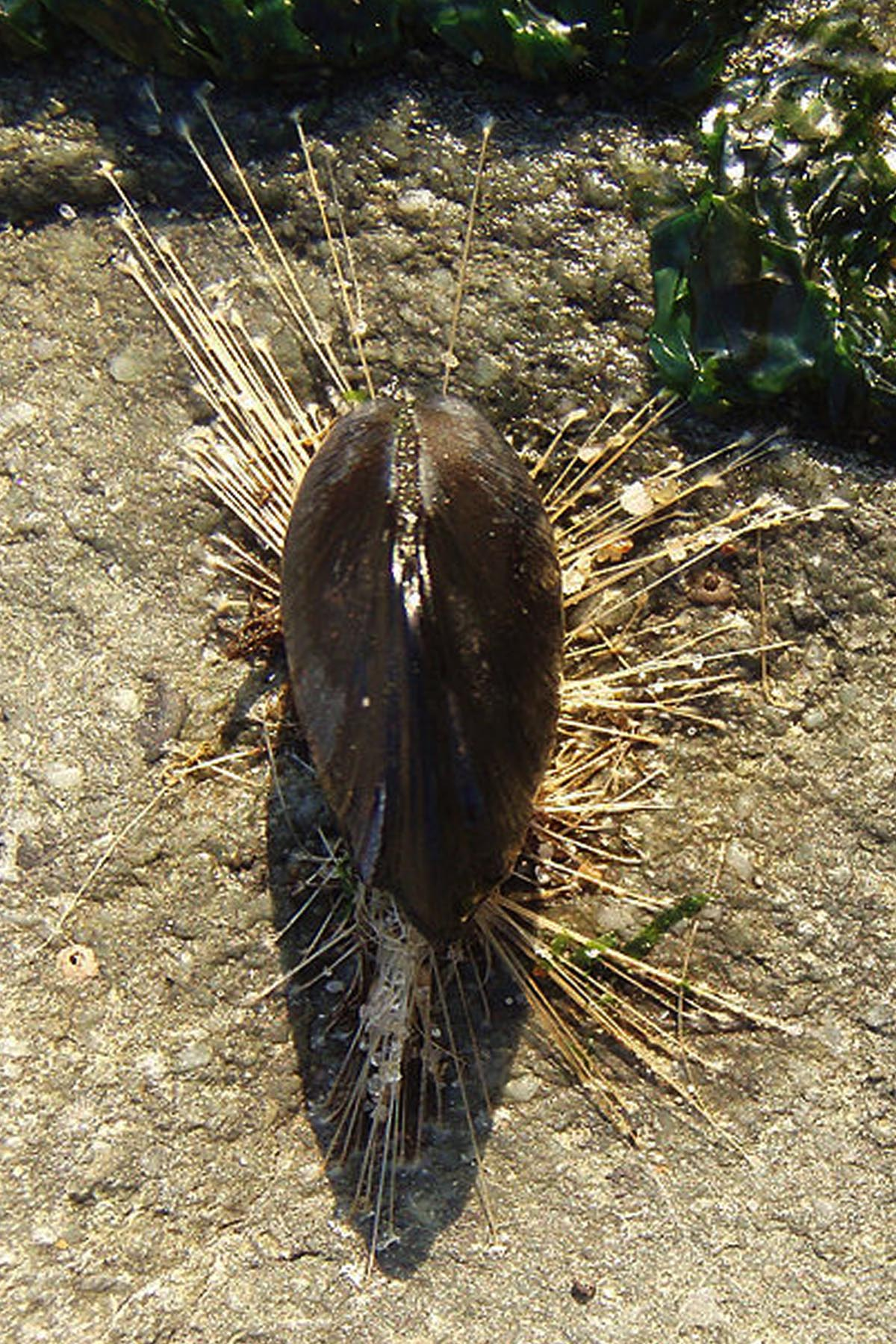
Mitilo che mostra i fili di bisso

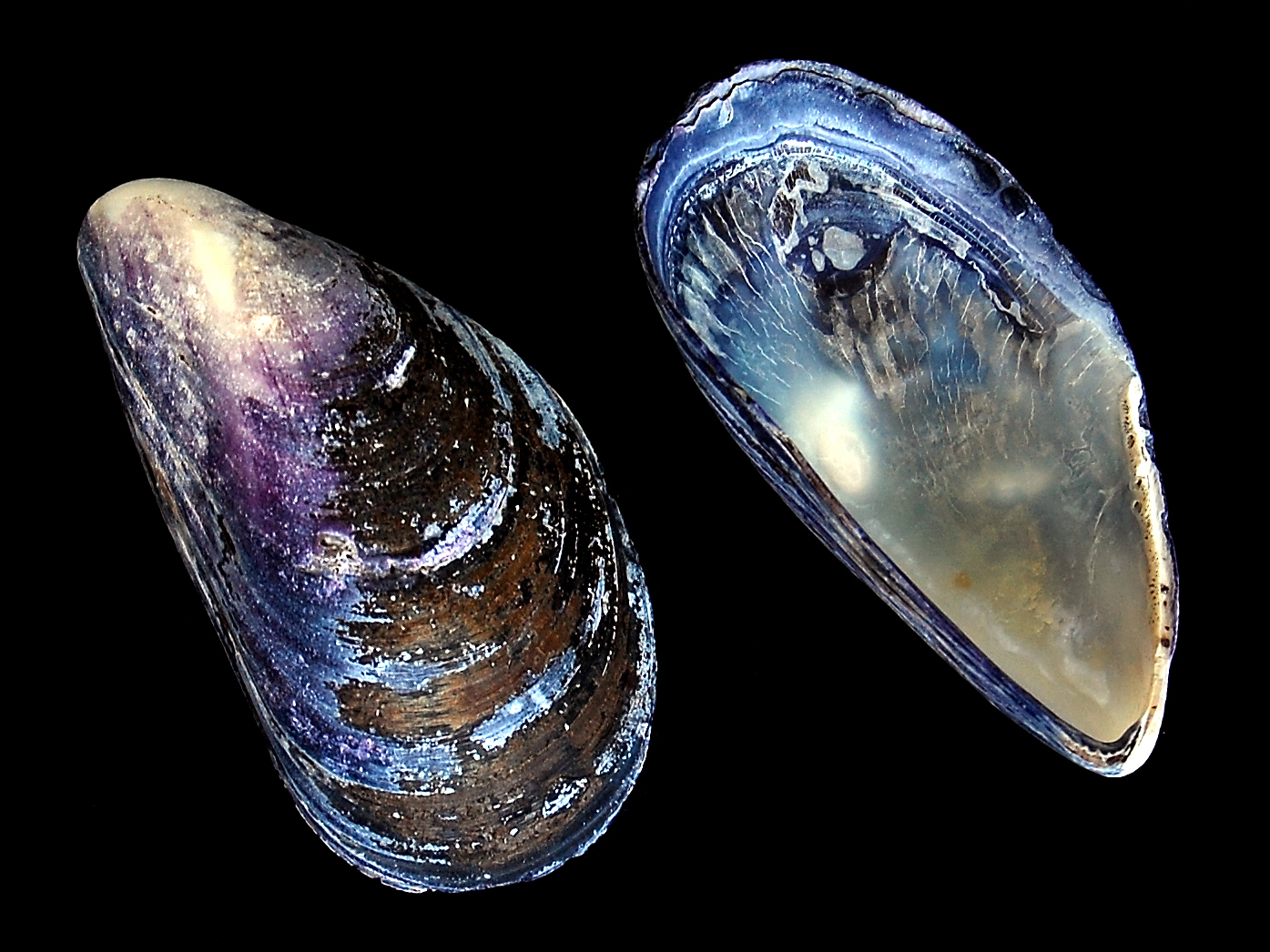
Aspetto esterno ed interno delle due valve

- Mytilus galloprovincialis Lamarck, 1819 - mitilo mediterraneo[1]. È la specie presente lungo le coste italiane.
- Mytilus planulatus Lamarck, 1826 - mitilo australiano
- Mytilus platensis d'Orbigny, 1842 = M. chilensis Hupe, 1854 -  mitilo cileno
- Mytilus trossulus Gould, 1850 - mitilo del Pacifico[1]

Sono note numerose specie fossili, le più antiche risalenti al Triassico.

## Alimentazione
Tutte le specie del genere Mytilus sono filtratrici. Hanno due aperture: l'acqua entra nella cavità del mantello attraverso l'apertura di afflusso, in cui viene generato un flusso d'acqua permanente dalle ciglia. Le minuscole particelle di cibo (plancton vegetale e animale) si attaccano allo strato mucoso delle branchie. Quindi i peli delle ciglia convogliano il muco, con le particelle di cibo, dalle branchie alla bocca e poi allo stomaco e all'intestino, dove il cibo viene infine digerito. I residui indigeribili vengono espulsi dall'apertura di deflusso con l'acqua respiratoria.

## Riproduzione
Ogni primavera ed estate, ogni femmina depone da cinque a dieci milioni di uova, che vengono poi fecondate dai maschi. Le cellule-uovo fecondate diventano larve trocoforali, il 99,9 per cento delle quali vengono mangiate da altri organismi nel corso del loro sviluppo di quattro settimane. Tuttavia, dopo questa selezione rimangono ancora circa 10.000 giovani esemplari. Questi hanno una dimensione di circa tre millimetri e spesso si spostano per diverse centinaia di chilometri nel mare prima di raggiungere una dimensione di circa cinque centimetri. Dopo che le larve si sono sviluppate liberamente, galleggiando come plancton per circa quattro settimane, si attaccano con fili di bisso a scogli, pali, o altri mitili. Preferiscono acque ricche di plancton da poter filtrare per servirsene come cibo. 
Le specie del genere Mytilus vivono in colonie molto estese; si pensa che ciò sia utile perché, in tale situazione, i maschi hanno maggiore possibilità di fecondare le uova.